# Krauchenwieser Seenplatte

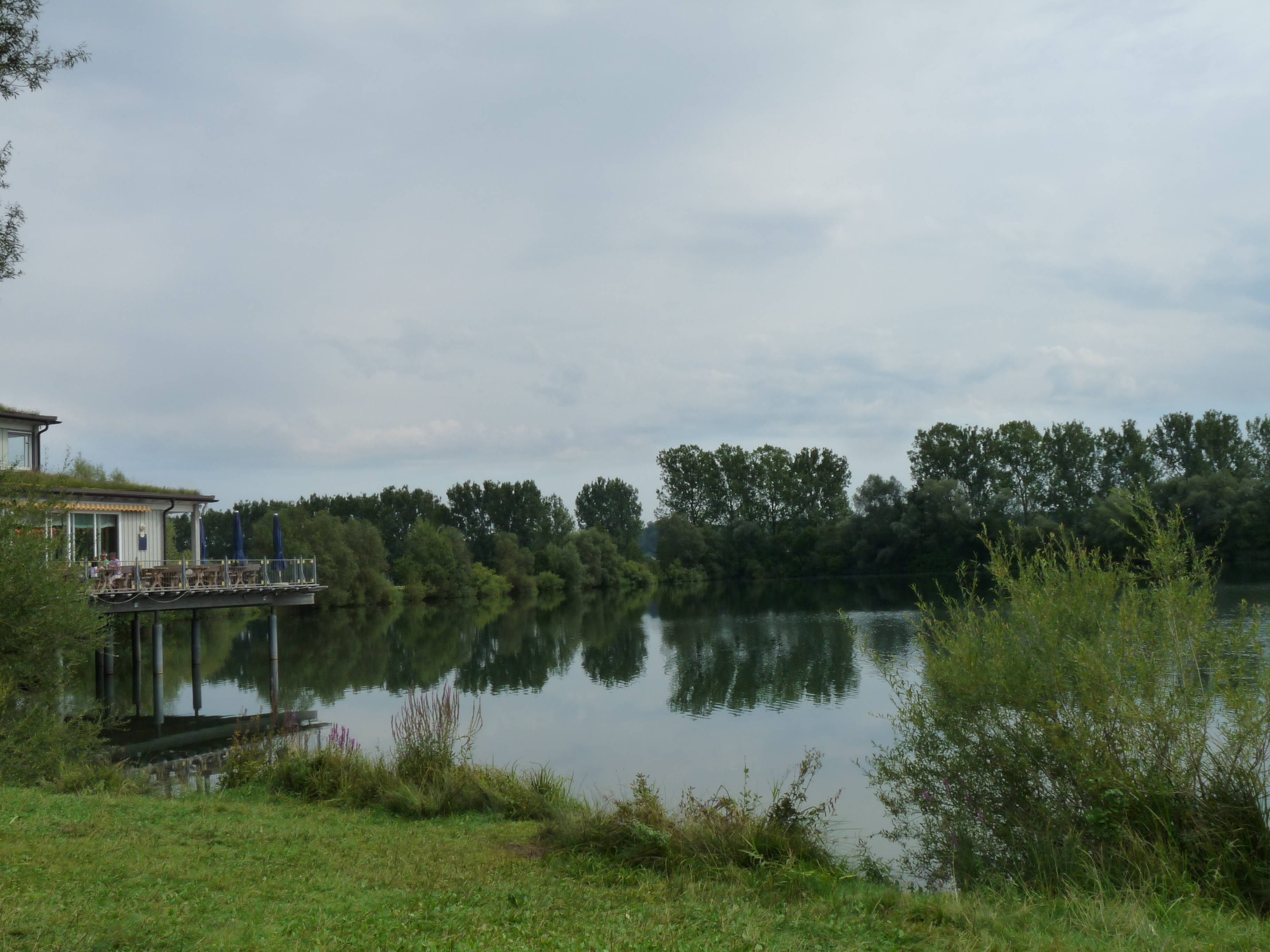
Der Zielfinger Baggersee im Nordosten der Krauchenwieser Seenplatte

Die Krauchenwieser Seenplatte, auch Oberschwäbische Seenplatte genannt, bezeichnet die zehn Seen im Naturpark Obere Donau zwischen Krauchenwies und Zielfingen im Landkreis Sigmaringen, Baden-Württemberg, Deutschland.

## Geographie

### Entstehung
Die Eiszeiten haben nicht nur den Lauf der Donau verändert. Sie haben die Landschaft auch auf andere Weise geprägt: Zum Beispiel haben die Gletscher beim Abschmelzen große Mengen Kies hinterlassen: Gestein, das von den Alpen bis an die Donau transportiert wurde. Zwischen Krauchenwies und Zielfingen gibt es seit der Würmeiszeit große Ablagerungen – und auch mehrere Kieswerke, die den Kies abgraben. In den durch den Kiesabbau geschaffenen Mulden ist eine ausgedehnte Seenlandschaft entstanden.

### Allgemeines

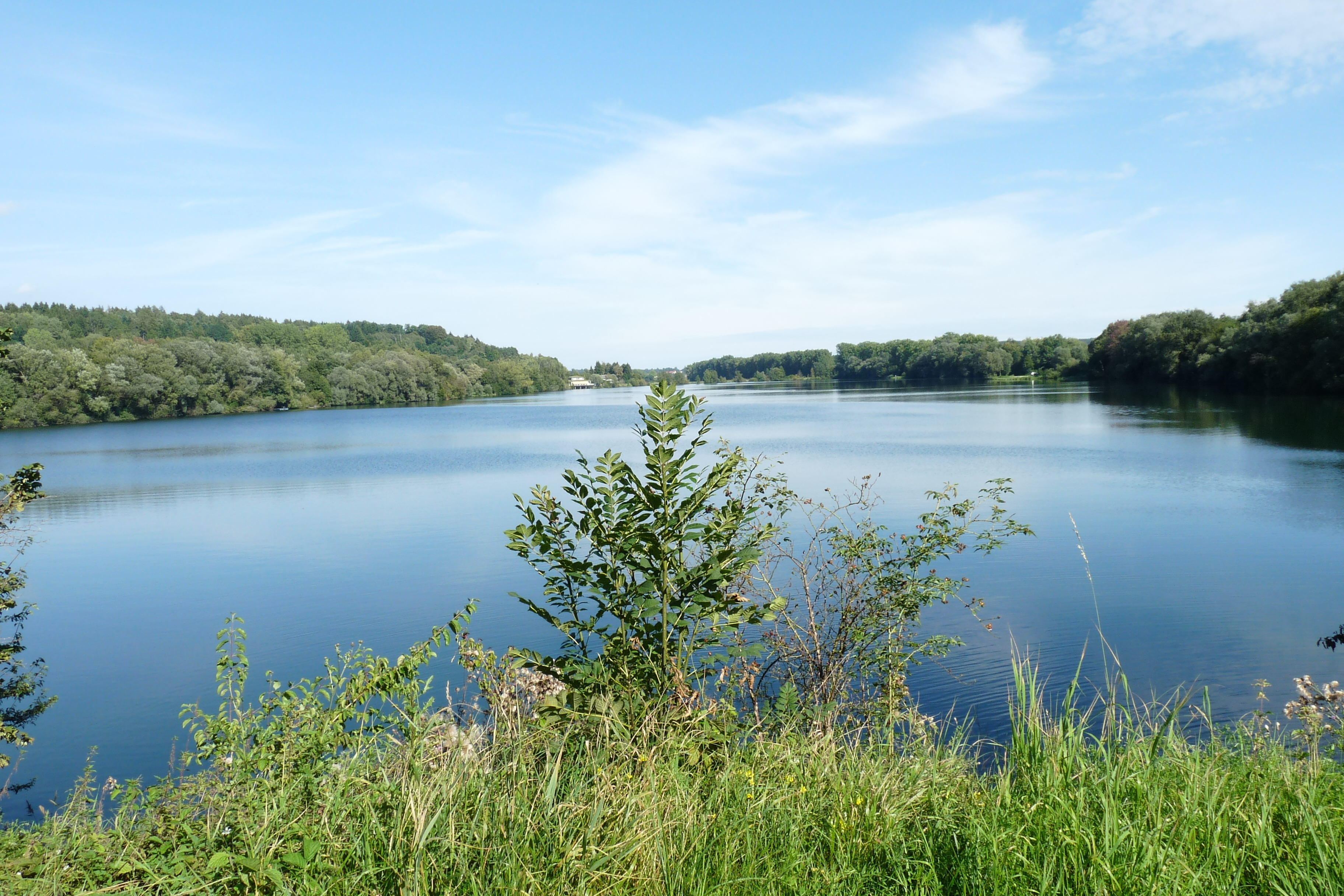
Der Zielfinger Baggersee (Surfsee), von Westen aus gesehen

Die zehn Seen sind durch die Landesstraße 456 in die vier westlichen und sechs östlichen Seen des Gebiets „Im Ablachtal“ getrennt. Die vier westlichen See sind die beiden als Ablacher Seen bezeichneten ehemaligen Baggerseen Lutz (Ober- und Untersee Postwiesen; ugs. Lutzensee), und die beiden nordöstlich von Krauchenwies gelegenen Steidleseen. Sie befinden sich zusammen mit dem Badesee Steidle (Steidlesee I), auch Krauchenwieser See genannt, der östlichen Seen auf Krauchenwieser Gemarkung. Auf Mengener Gemarkung liegen die restlichen fünf östlichen Seen. Zu diesen gehört der Vogelsee (Naturschutzgebiet), der Zielfinger Baggersee (Surfsee) sowie der Südsee I, II und III.
Die Krauchenwieser Seenplatte wird lediglich durch den Fürstlichen Park und den Wildpark Josefslust unterbrochen. Im Fürstlichen Park liegt die Mündung des Andelsbachs in die Ablach. Die Ablach fließt in ihrem begradigten Bett auf der Nordwestseite des Baggersees Lutz, durch den Fürstlichen Park und weiter zwischen den beiden Steidleseen an der Kläranlage von Krauchenwies. Nach der Landesstraße 456 passiert sie das Südufers des Steidlesees, um dann zwischen Vogelsees und Südsee I sowie Zielfinger Baggersee und Südsee II und III.
Die Seen nördlich der Ablach zwischen Krauchenwies und Rulfingen entstanden zwischen 1960 und 2000. Südlich der Ablach dauert der Kiesabbau noch an.

## Ökologie

### Fauna

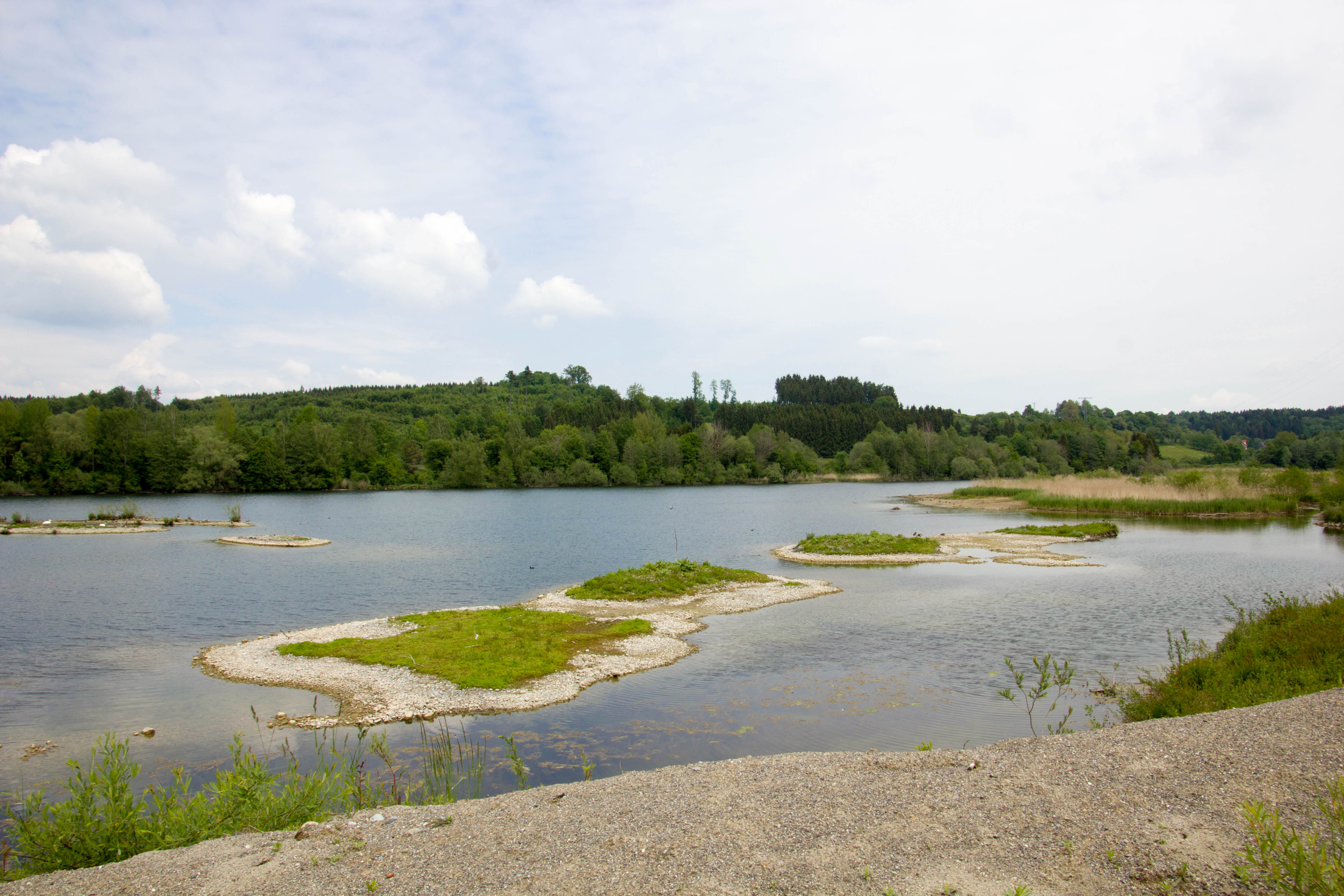
Zielfinger Vogelsee

Die Seen sind Heimat unzähliger Vogelarten, vor allem der 1992 zum Naturschutzgebiet erklärte Zielfinger Vogelsee. Im Winter machen laut Naturschutzbund Deutschland Sigmaringen (NABU) e.V. bis zu 3000 Wasservögel an den Seen Station. Solange die Wasseroberfläche nicht zufriert, bleiben sie und suchen im flachen, schlammigen Uferwasser nach Nahrung. Wenn der Winter mild ist, bleiben sie den ganzen Winter, ansonsten weichen sie an die Donau oder den Bodensee aus.
Der NABU Sigmaringen pflegt den Zielfinger Vogelsee seit vielen Jahren und hat Inseln im See angelegt, auf denen die Vögel brüten können. Für Eisvögel wurde extra eine kleine künstliche Steilwand nachgebaut, in der die blau-orangen Jäger ihre Bruthöhle haben. Die verlandeten Flächen wurden ausgebaggert und flache Teiche innerhalb des Röhrichts geschaffen, um der Zwergdommel und dem Tüpfelsumpfhuhn Lebensraum zu schaffen.
Der Steidlesee I verlandet nach und nach, so dass die seltenen Watvögel und Röhrichtbewohner inzwischen wieder weggezogen sind. Am Südsee II wird der Gehölzaufwuchs zurückgemäht, weil dort der landkreisweit bedeutendste Kiebitz-Brutplatz ist.
Man kann dort je nach Jahreszeit die verschiedensten heimischen oder durchziehenden Vögel beobachten. Der Vogelbestand listet 16 am See brütende Arten und rund 50 Durchzügler auf. Er reicht von der Stockente und dem Haubentaucher über den Silberreiher, Graureiher, Eisvogel und Rohrdommel bis zum Fischadler. Zu den Wintergästen zählen bis zu 800 Blässhühner und dutzende Kormorane. Die Graugans-Population richtet Schäden auf den landwirtschaftlichen Flächen an.
Um Spaziergänger zu informieren, wurden 2010 große Tafeln mit Fotos der Vögel aufgestellt.

## Wirtschaftliche Bedeutung

### Freizeit und Tourismus
Die zehn Seen zwischen Krauchenwies und Zielfingen sind auch ein Ausflugstipp. Verschiedene Rundwanderwege führen um die Seen. Eine Beschilderung informiert über die Entstehung des Vogelsees und andere Schilder zeigen Abbildungen verschiedener Wasservögel. Die einzelnen Seen mit einer Wasserfläche von 170 Fußballfeldern laden des Weiteren zum Surfen, Baden und Angeln ein. Es gibt einen Campingplatz an den Ablacher Seen und Wohnmobilstellplatz am Südsee (Zielfinger See).